# Tafjordfjella
La Tafjordfjella o Tafjordfjellene (en català: les muntanyes Tafjord) és una serralada situada als comtats noruecs de Møre og Romsdal i Oppland. Es troba als municipis de Norddal, Stranda, Rauma, i Skjåk. L'àrea rep el nom del poble de Tafjord i el fiord de Tafjord, el punt d'entrada principal. Els pics més alts són Puttegga de 1.999 metres, Karitinden de 1.982 metres, Tordsnose de 1.975 metres, i Høgstolen de 1.953 metres.
Els llacs de la zona són Tordsvatnet, Veltdalsvatnet, Zakariasdammen, i Grønvatnet. Part de la serralada s'inclou dins el Parc Nacional de Reinheimen.
L'Associació Noruega de Trekking té diverses cabines anomenades Reindalsseter, Pyttbua, Veltdalshytta, Vakkerstøylen, i Danskehytta. La part occidental de la zona ha estat àmpliament desenvolupada des del 1993 per a la producció d'energia hidroelèctrica per l'empresa Kraft Tafjord.